# Karađorđevac
Karađorđevac (en serbe cyrillique : Карађорђевац) est un village de Serbie situé sur le territoire de la Ville de Leskovac, district de Jablanica. Au recensement de 2011, il comptait 370 habitants.

## Démographie
| 1948 | 1953 | 1961 | 1971 | 1981 | 1991 | 2002 | 2011 |
| ---- | ---- | ---- | ---- | ---- | ---- | ---- | ---- |
| 797  | 770  | 701  | 619  | 527  | 475  | 417  | 370  |

|  |